# Fabian Drzyzga

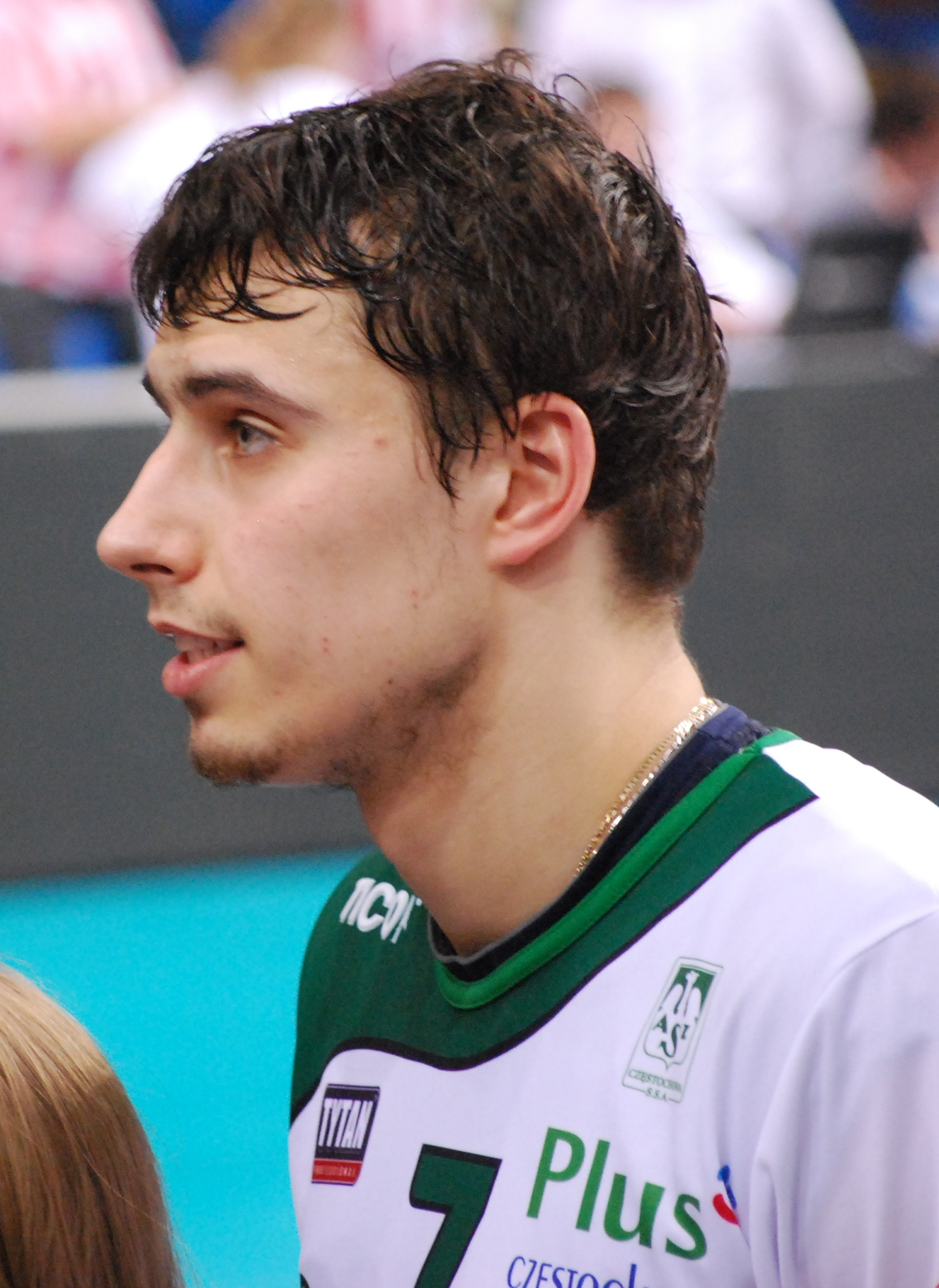
Fabian Drzyzga zawodnikiem AZS-u Częstochowa

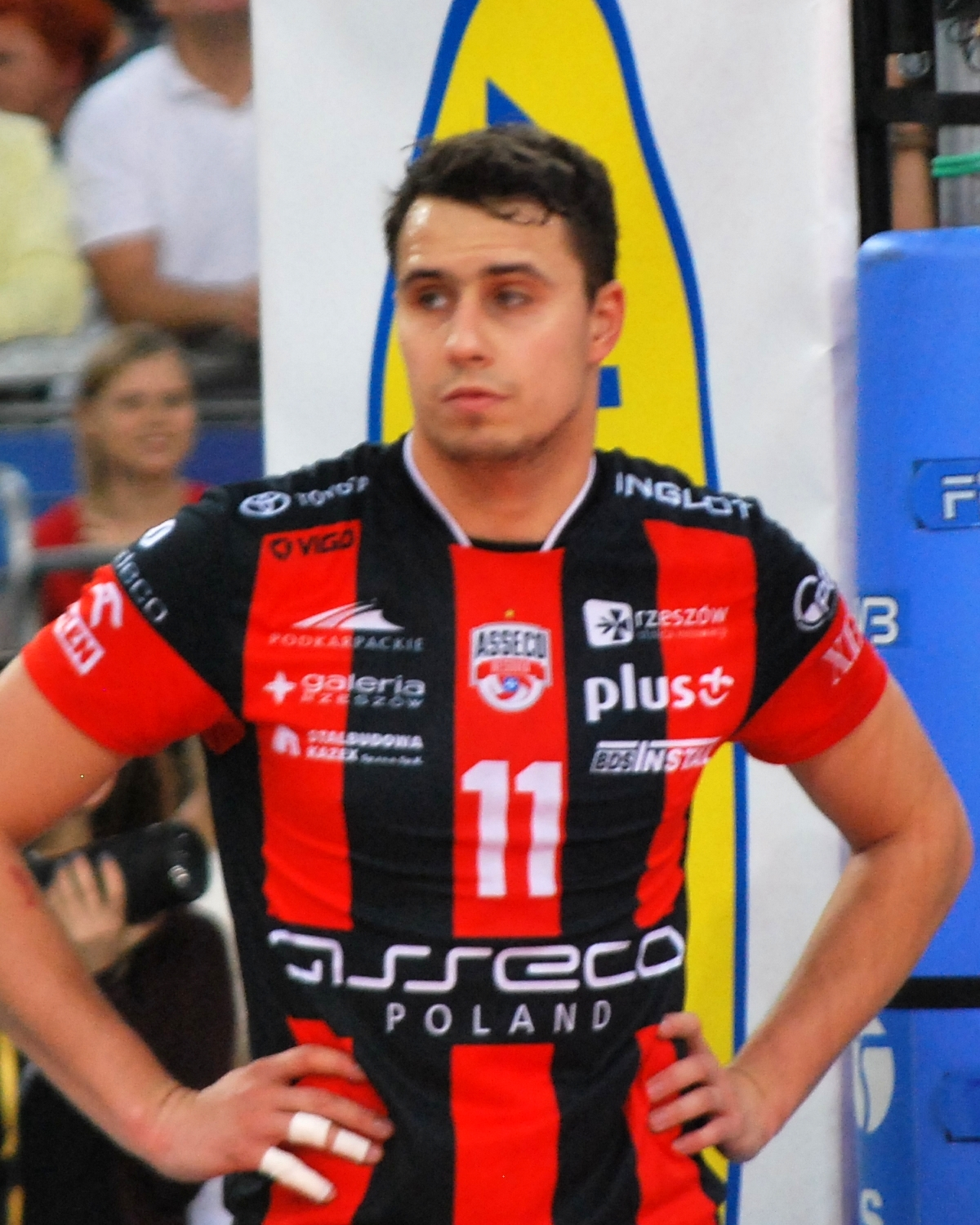
Fabian Drzyzga zawodnikiem Asseco Resovii Rzeszów w sezonie 2013/2014

Fabian Drzyzga (ur. 3 stycznia 1990 w Bordeaux) – polski siatkarz, grający na pozycji rozgrywającego.
30 maja 2010 zadebiutował w kadrze Polski seniorów w towarzyskim meczu przeciwko Francji, rozgrywanym w Rzeszowie.
W reprezentacji Polski rozegrał 124 mecze (stan na 17.08.2016 r.)

## Życie prywatne
Urodził się w Bordeaux, ponieważ jego ojciec występował wówczas w lidze francuskiej. Jest synem Wojciecha Drzyzgi – wielokrotnego reprezentanta Polski w piłce siatkowej, który po zakończeniu kariery sportowej został trenerem, a następnie komentatorem telewizyjnym. Brat, Tomasz również trenował zawodowo siatkówkę i grał na pozycji przyjmującego w Farcie Kielce. Od 2012 był menadżerem w polskim klubie ZAKSA Kędzierzyn-Koźle.
Fabian Drzyzga jest absolwentem Szkoły Mistrzostwa Sportowego w Spale. Ma córkę Julię.

## Kariera klubowa
Piłkę siatkową zaczął uprawiać w Olsztynie, kiedy jego ojciec przez kilka miesięcy trenował miejscowy AZS. W 2003 roku z olsztynianami wywalczył 2. miejsce na Mistrzostwach Polski Młodzików rozegranych w Świnoujściu.
Następnie w 2003 roku powrócił z rodzicami do Warszawy, gdzie został graczem MOS Wola Warszawa i trenował oraz grał pod kierunkiem Krzysztofa Zimnickiego, a następnie Krzysztofa Felczaka. Od początku był w zespole ze starszymi zawodnikami, ale jak napisały Sportowe Fakty, szybko stał się liderem swojej drużyny. Jego szkoleniowiec stwierdził wówczas, że ma ogromną charyzmę i naturalne cechy przywódcze. W 2004 roku z warszawskim klubem wywalczył 1. pozycję w turnieju nadziei olimpijskich i brązowy medal mistrzostw Polski kadetów.
Kolejnymi sukcesami Fabiana Drzyzgi z czasów gry w Warszawie były:
- mistrzostwo Polski kadetów w 2005 roku z Metrem Warszawa (grał w turnieju na wypożyczeniu z MOS Wola),
- 2. miejsce na mistrzostwach Polski juniorów w 2005 roku z MOS Wola Warszawa.
- W sezonie 2005/2006 pełnił rolę kapitana zespołu MOS Wola, z którym zdobył srebrny medal mistrzostw Polski kadetów, przegrywając w finale z Delic-Polem Norwid Częstochowa po pięciu setach. Został wybrany najlepszym rozgrywającym tego turnieju.
- W 2007 roku z drużyną kadetów z Woli zajął 7. miejsce w rozgrywkach o tytuł mistrza kraju, a z zawodnikami kategorii juniorów MOS Wola wywalczył tytuł wicemistrza Polski.
- W 2008 roku na mistrzostwach Polski juniorów z zespołem MOS Wola Warszawa wywalczył złoty medal i otrzymał wyróżnienie najlepszego rozgrywającego tych zmagań.

Na sezon 2008/2009 podpisał czteroletni kontrakt z Tytanem AZS-em Częstochowa uczestniczącym w Polskiej Lidze Siatkówki. W 2009 roku  19-letni Fabian został wyróżniony nagrodą Odkrycie roku w plebiscycie tygodnika Super Volley. W roku 2012 przeniósł się z powrotem do Warszawy, do AZS-u Politechniki. Po jednym sezonie spędzonym w stolicy dostał angaż w Asseco Resovia, przeprowadził się do Rzeszowa, zmieniając numer na koszulce z 7 na 11. Sezon 2014/15 był udany dla Resovii, Drzyzga zdobył z klubem Mistrzostwo Polski.

## Kariera reprezentacyjna
Polskę reprezentował, grając w zespole kategorii kadetów. W 2006 roku wywalczył z nim 1. miejsce w Turnieju EEVZA w Dyneburgu. Rok później z drużyną zdobył srebrny medal Mistrzostw Europy Kadetów w Wiedniu, przegrywając mecz finałowy z Francją oraz 5. pozycję na mistrzostwach świata kadetów w Meksyku. Powołany do kadry Daniela Castellaniego na Ligę Światową 2009, otrzymał także powołanie do reprezentacji na sezon 2010.
W sezonie 2014 wraz z reprezentacją wywalczył wejście do finału mistrzostw świata w siatkówce Polska 2014, grając na pozycji rozgrywającego. 21 września 2014, polska drużyna wywalczyła złoty medal mistrzostw świata w 2014.

## Sukcesy klubowe

### młodzieżowe
Mistrzostwa Polski Młodzików:
- 2003

Turniej Nadziei Olimpijskiej:
- 2004

Mistrzostwa Polski Kadetów:
- 2005
- 2006
- 2004

Mistrzostwa Polski Juniorów:
- 2008
- 2005, 2007

### seniorskie
Puchar Challenge:
- 2012
- 2018

Superpuchar Polski:
- 2013

Mistrzostwo Polski:
- 2015
- 2014, 2016
- 2023[12]

Liga Mistrzów:
- 2015

Puchar Ligi Greckiej:
- 2018

Mistrzostwo Grecji:
- 2018

Mistrzostwo Rosji:
- 2020

Puchar CEV:
- 2024[13]

Puchar Turcji:
- 2025[14]

Liga turecka:
- 2025[15]

## Sukcesy reprezentacyjne
Mistrzostwa Europy kadetów:
- 2007

Mistrzostwa Europy:
- 2011, 2019, 2021

Mistrzostwa świata:
- 2014, 2018

Memoriał Huberta Jerzego Wagnera:
- 2015, 2017, 2018, 2021
- 2019
- 2016

Puchar Świata:
- 2019
- 2015

Liga Narodów:
- 2021
- 2019

## Nagrody indywidualne
- 2006: Najlepszy rozgrywający turnieju finałowego Mistrzostw Polski Kadetów
- 2008: Najlepszy rozgrywający turnieju finałowego Mistrzostw Polski Juniorów
- 2015: Najlepszy rozgrywający turnieju finałowego Pucharu Polski
- 2015: Najlepszy rozgrywający turnieju finałowego Ligi Mistrzów
- 2018: Najlepszy rozgrywający mistrzostw Grecji[16]
- 2019: Najlepszy rozgrywający Memoriału Huberta Jerzego Wagnera
- 2021: Najlepszy rozgrywający turnieju finałowego Ligi Narodów
- 2021: Najlepszy rozgrywający Memoriału Huberta Jerzego Wagnera[17]

## Odznaczenia
- Złoty Krzyż Zasługi – 23 października 2014[18]
- Krzyż Kawalerski Orderu Odrodzenia Polski – 2 października 2018[19]